# Erythrina

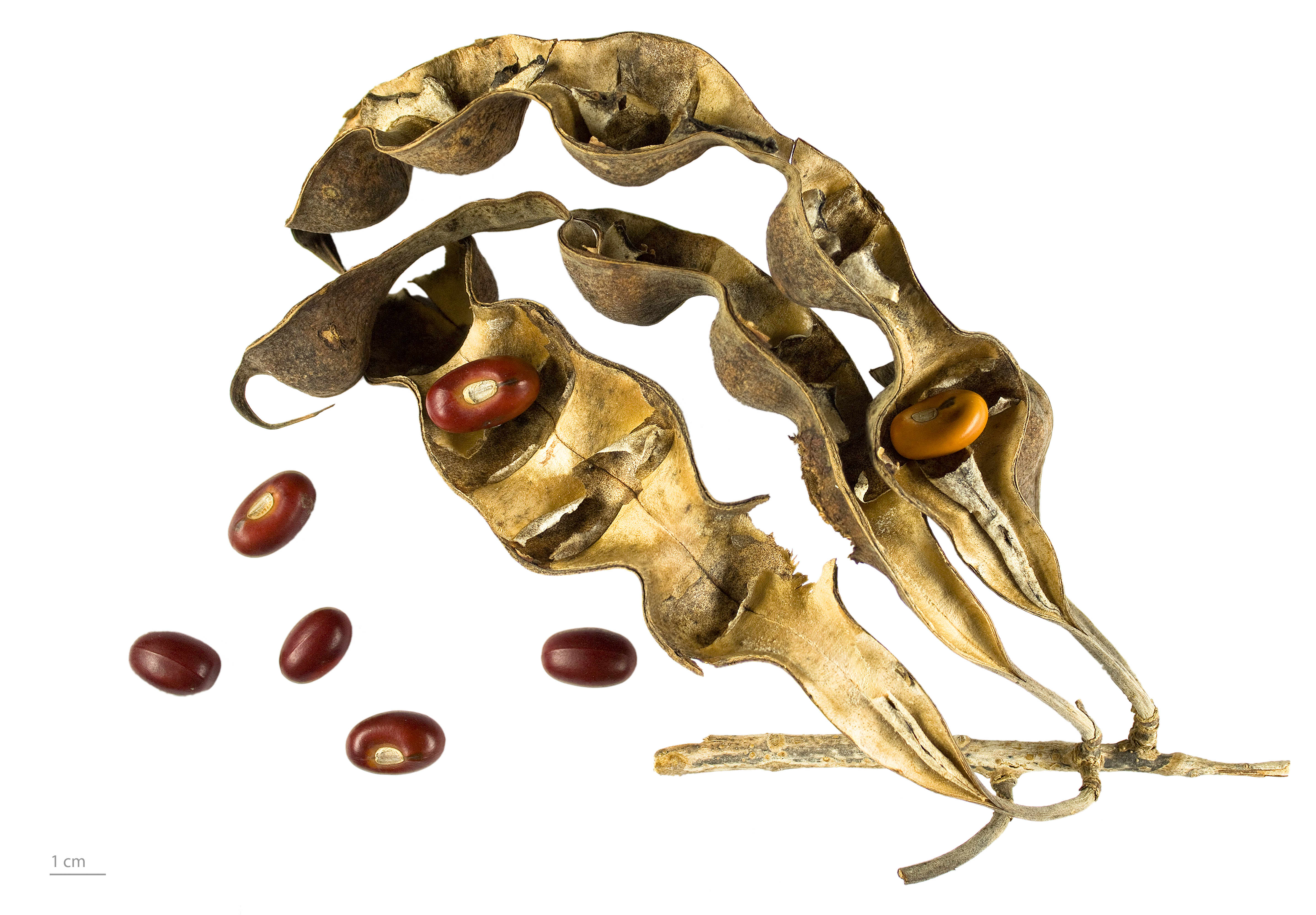
Erythrina flabelliformis

Erythrina es un género de la familia Fabaceae distribuido por las regiones tropicales y subtropicales del mundo entero. 
Sus miembros son árboles cuyas alturas superan los 30 m.
El nombre genérico deriva del griego ερυθρος (erythros) que significa "rojo", refiriéndose al color de las flores de algunas de las especies.
El nombre común de árbol del coral se usa en horticultura para referirse colectivamente a este género de árboles, aunque también se llaman así diferentes plantas no emparentadas con ellos. El color rojo de las flores de algunas especies también podría ser el origen del nombre vulgar.
Sin embargo, el crecimiento de las ramas, que se asemejan a la forma del coral marino, no específicamente a su color, sería una fuente alternativa de su etimología. 
No todas las especies tienen flores de color rojo intenso. La especie Erythrina sandwicensis conocida como wiliwili (nombre hawaiano) tiene extraordinarias variaciones en el colorido de sus flores que van del naranja, amarillo, salmón, verde y blanco, todas producidas en poblaciones naturales. Este sorprendente polimorfismo de color es probablemente único del género. 

## Descripción y ecología
Todas las especies, excepto el híbrido estéril Erythrina x sykesii tienen frutos con aspecto de leguminosa (vainas alargadas como el frijol o la judía), con una o más semillas. Las más resistentes son a menudo transportadas por el mar a largas distancias.
Las hojas de Erythrina constituyen el alimento de las larvas de algunas especies de lepidópteros, como Endoclita damor, Hypercompe eridanus y Hypercompe icasia. El ácaro Tydeus munsteri es una plaga para la especie costera Erythrina caffra.
Muchos pájaros visitan las flores ricas en néctar de estos árboles. En el Neotrópico son normalmente grandes colibríes, como 
Eupetomena macroura, Anthracothorax nigricollis y Anthracothorax prevostii, aunque no son demasiado aficionados a E. speciosa. En el Sureste Asiático se ha observado a Dicrurus macrocercus, que normalmente no ingiere néctar en cantidad, alimentándose de las flores de E. suberosa, así como el género de pájaros Gracula y, por supuesto, algunos nectarívoros especializados se alimentan de estas flores. También las semillas son el alimento de muchos de ellos, como Turdus merula.

## Usos
Algunos de los árboles de este género son ampliamente utilizados en los trópicos y subtrópicos como ornamentales en calles y parques, en especial en zonas secas. En algunos lugares como Venezuela, los bucarés se utilizan para sombrear los cultivos de café o cacao. En la región de Bengala se utilizan para el mismo propósito en plantaciones de Schumannianthus dichotoma. E. lanceolata es muy adecuado como soporte del crecimiento de la trepadora Vanilla.
Las semillas de al menos un tercio de las especies contienen alcaloides. Los pueblos indígenas utilizan algunas de ellas con fines medicinales u otros propósitos. Sin embargo, todas tienen algún grado de toxicidad y algunas pueden provocar un envenenamiento fatal. Los principales compuestos activos generalmente son alcaloides como escoulerina, erysodina y erysovina (a saber en E. flabelliformis) y el putativo ansiolítico Erythravine (aislado de E. mulungu).

## Taxonomía
El género fue descrito por Carlos Linneo y publicado en Species Plantarum 2: 706–707. 1753. La especie tipo es: Erythrina corallodendron
Etimología
Erythrina: nombre genérico que proviene del griego ερυθρóς (erythros) = "rojo", en referencia al color rojo intenso de las flores de algunas especies representativas.

## Algunas de las especies

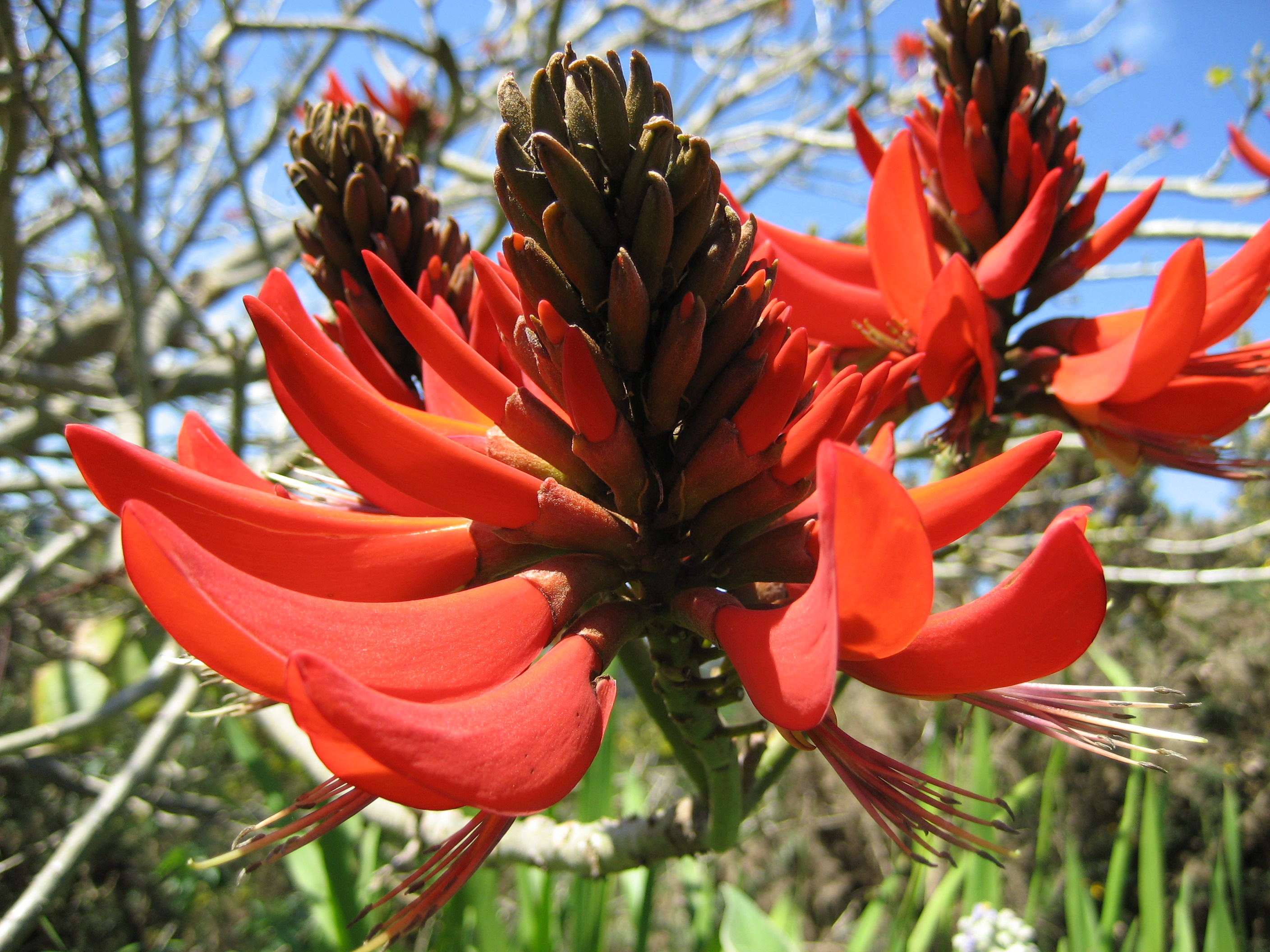
Erythrina x sykesii en flor, Auckland, Nueva Zelanda.

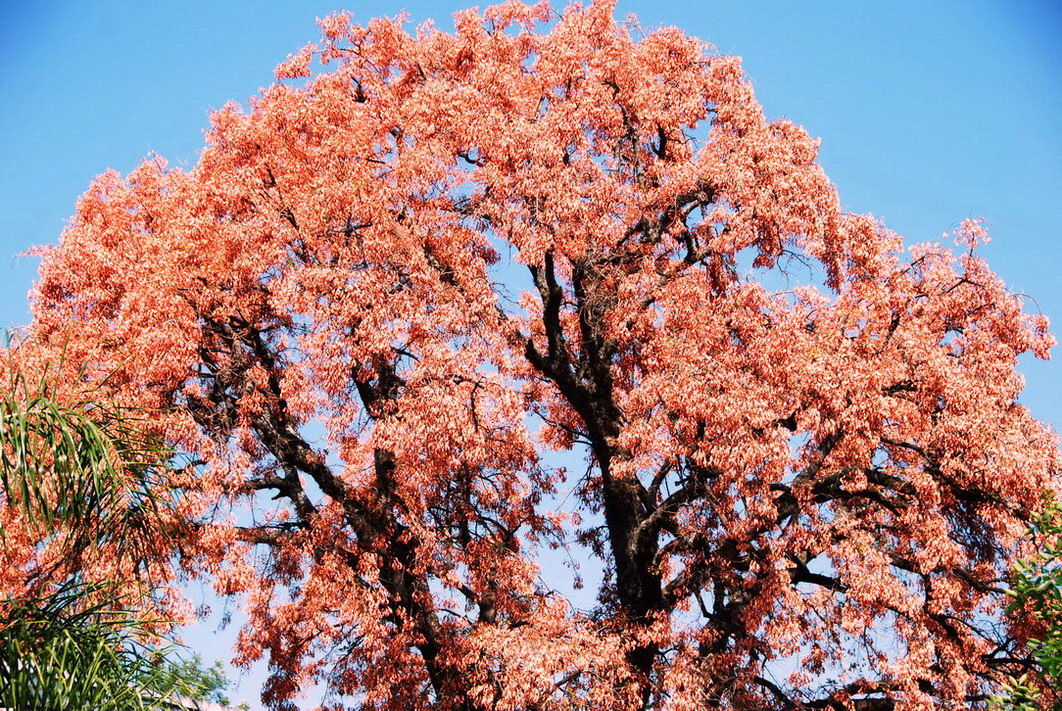
Erythrina dominguezii en floración. Ciudad de Goya, Argentina. Fotografía de Alberto Ferrari.

- Erythrina abyssinica o Bucare piñón (Etiopía, África)
- Erythrina acanthocarpa Espino de Tambookie (Sudáfrica)
- Erythrina americana
- Erythrina ankaranensis
- Erythrina atitlanensis
- Erythrina berteroana
- Erythrina burana
- Erythrina caffra – Kaffirboom (Sudáfrica)
- Erythrina chiapasana
- Erythrina corallodendron
- Erythrina coralloides – Árbol de Colorín, nah:patolli~patole
- Erythrina crista-galli –  Seibo o Ceibo (Sudamérica)
- Erythrina decora Harms
- Erythrina dominguezii - Ceibo rosado
- Erythrina edulis – Balú o Chachafruto (Andes)
- Erythrina eggersii
- Erythrina elenae
- Erythrina euodiphylla
- Erythrina falcata
- Erythrina flabelliformis –(Arizona, Nuevo México)
- Erythrina folkersii
- Erythrina fusca
- Erythrina gibbosa
- Erythrina haerdii
- Erythrina hazomboay
- Erythrina herbacea
- Erythrina humeana – Árbol de coral enano (Sudáfrica)
- Erythrina indica – Garra de tigre (Islas Ryūkyū)
- Erythrina lanceolata
- Erythrina latissima
- Erythrina leptorhiza (Mexico)
- Erythrina lysistemon – Árbol de coral común (Sudáfrica)
- Erythrina madagascariensis
- Erythrina megistophylla
- Erythrina mitis - piñón de Cuba,[5] bucaré de Caracas,[5] bucaré peonía (Centroamérica y Antillas, Norte de América del Sur)
- E. monosperma ahora Butea monosperma.
- Erythrina mulungu (Sudamérica)
- Erythrina pallida (Norte de Sudamérico y Trinidad), Bucare peonía o Barisigua
- Erythrina perrieri
- Erythrina poeppigiana - Cámbulo o Bucare ceibo (Sudamérica)
- Erythrina polychaeta
- Erythrina rubrinervia chocho[5]
- Erythrina sacleuxii
- Erythrina sandwicensis – Wiliwili (Hawahi)
- Erythrina schimpffii
- Erythrina schliebenii
- Erythrina senegalensis
- Erythrina speciosa
- Erythrina stricta
- Erythrina suberosa
- Erythrina tahitensis
- Erythrina tuxtlana
- Erythrina variegata - Caraqueño (Venezuela, Colombia).
- Erythrina velutina - Pepito Colorado (Ecuador) y Bucare velludo (Venezuela)
- Erythrina verspertilio - Árbol de coral Ala de Murciélago, (Australia)
- Erythrina zeyheri

 Híbridos:
- Erythrina × bidwillii
- Erythrina × sykesii